# الخريبة (بعلبك)
الخريبة  بلدة لبنانية من قضاء بعلبك في محافظة بعلبك الهرمل.

## الموقع
الخريبة قرية بقاعية تقع في محافظة بعلبك الهرمل تقع في السلسلة الشرقية لجبال لبنان على الحدود اللبنانية السورية ويحدها شرقاً بلدة حام ًومعربون وغرباً النبي شيت، وشمالاً بلدة الخضر وحورتعلا وجنوباً الحدود السورية.

## الزراعة
تكثر في البلدة زراعة الاشجار المثمرة كالمشمش والكرز والحبوب كالقمح.

## الآثار
يوجد في البلدة آثار قديمة كقصر ست البنات وبعض النواويس ومعاصر العنب التي تدل على ان البلدة كانت تكثر فيها الكرمة.

## الطقس
تمتاز بطقسها المعتدل صيفاً والبارد والمثلج شتاءً كونها ترتفع عن سطح البحر قرابة 1490 متر مما جعلها مقصداً لمحبي هواية الرالي.